# Чад Карвін
Чад Карвін (англ. Chad Carvin, 13 квітня 1974) — американський плавець.
Призер Олімпійських Ігор 2000 року.
Чемпіон світу з водних видів спорту 2000, 2004 років, призер 1997, 2002 років.
Переможець Пантихоокеанського чемпіонату з плавання 1997 року, призер 1993, 1995, 1999, 2002 років.